# Sociāldemokrātiskā partija „Saskaņa“
Sociāldemokrātiskā partija „Saskaņa“ (deutsch Sozialdemokratische Partei „Harmonie“; russisch Социал-демократическая партия «Согласие», Sozial-demokratitscheskaja partija "Soglasije"; kurz SDPS) ist eine politische Partei in Lettland mit sozialdemokratischer und prorussischer Ausrichtung.
Sie entstand 2010 aus der Vereinigung der Tautas Saskaņas partija mit den Parteien „Jaunais centrs“ und „Sociāldemokrātiskā partija-SDP“. Im Januar 2011 trat die Daugavpils pilsētas partija geschlossen bei.
Die Saskaņa-Abgeordneten im Europäischen Parlament gehören seit November 2017 der S&D-Fraktion an.

## Tautas Saskaņas  partija – TSP (1994–2010)
Die Wurzeln der Tautas Saskaņas partija liegen im gemäßigten Flügel der lettischen Volksfront (Tautas Fronte), der Unabhängigkeitsbewegung Lettlands in den späten 1980er und frühen 1990er Jahren.
Ihr damaliger Vorsitzender Jānis Jurkāns war ab 1990 der erste Außenminister des wieder unabhängigen Lettlands. Am 28. Oktober 1992 musste er in den Auseinandersetzungen um das Staatsangehörigkeitsgesetz sein Amt aufgeben, da ihm eine zu große Rücksichtnahme auf die Forderungen der russischen Regierung vorgehalten wurde. Zusammen mit anderen Exponenten der Bewegung gründete er das Bündnis Saskaņa Latvijai – Atdzimšana Tautsaimniecībai, das bei der Parlamentswahl 1993 13 von 100 Sitzen in der Saeima gewann. 1994 spaltete sich das Bündnis, eine der beiden Folgeparteien war die Tautas Saskaņas partija.
Von Beginn an war die Partei der Volksharmonie bei den ethnisch russischen Wählern wegen ihrer gemäßigten Standpunkte in Fragen von Staatsbürgerschaft und Sprache beliebt. Anders als die anderen bei den Menschen russischer Sprache beliebten Parteien, hatte sie einen gewissen Anteil ethnischer Letten in ihrer Führungsriege und versuchte den Graben zwischen den beiden Gemeinschaften zu überbrücken.
Im Mai 1998 schloss sich die Partei mit der Sozialistischen Partei Lettlands und der Partei für Gleichberechtigung zur Gruppierung Für Menschenrechte im vereinten Lettland zusammen und ging so auch in die lettische Parlamentswahl am 5. Oktober 2002. Das Wahlbündnis erreichte 18,9 % der Stimmen und 25 von 100 Sitzen in der Saeima. 2003 verließ die Tautas Saskaņas partija das Bündnis und war 2005 Initiator des Bündnisses Saskaņas Centrs (Zentrum der Harmonie). Der langjährige Parteivorsitzende Jānis Jurkāns gab deshalb seinen Rücktritt bekannt. Nachfolger wurde Jānis Urbanovičs. Bei der Europawahl 2004 konnte kein Mandat errungen werden, bei den Lokalwahlen 2005 verlor die Partei auch ihre Vertretung im Rigaer Stadtrat. Bei der Wahl zur 9. Saeima 2006 bekam das Bündnis allerdings 17 Parlamentssitze, von denen 11 durch „Saskaņa“ belegt wurden.
Die Tautas Saskaņas partija beschreibt sich als sozialdemokratische Partei. Sie befürwortet eine weitere Liberalisierung des Staatsbürgerschaftsgesetzes und will allen, die seit mindestens zehn Jahren in Lettland gelebt haben, die automatische Staatsbürgerschaft übertragen (Das gegenwärtige Gesetz macht dies von einem Einbürgerungsverfahren abhängig). Sie steht auch für eine größere Verbreitung von Russisch und anderen Sprachen im Unterricht.
2010 vereinigten sich Tautas Saskaņas partija, „Jaunais centrs“ und „Sociāldemokrātiskā partija-SDP“ zur neuen Partei Saskaņa.

## Saskaņa (ab 2010)
Bei der Wahl zur 10. Saeima 2010 erreichte das Wahlbündnis Saskaņas centrs 26,04 % der Wählerstimmen. Von den 29 Sitzen wurden 24 durch die Partei Saskaņa besetzt (Latvijas Sociālistiskā partija 4 Sitze und Daugavpils pilsētas partija 1 Sitz). Im Januar 2011 wurde die Daugavpils pilsētas partija ganz eingegliedert.
Die Ziele der Partei Saskaņa sind weitgehend identisch mit denjenigen der ehemaligen Tautas Saskaņas partija. Prominenteste Mitglieder sind Nils Ušakovs und Jānis Urbanovičs.
Die Partei Saskaņa war Teil und tragende Kraft des Wahlbündnisses Saskaņas Centrs, welches von 2005 bis 2014 bestand. Zu der Parlamentswahl 2014 war die Partei ohne den ehemaligen Bündnispartner Latvijas Sociālistiskā partija angetreten. 2018 erhielt Saskaņa nach den Parlamentswahlen 23 Sitze.

## Wahlergebnisse
| Jahr | Stimmen | Anteil | Mandate  | Platz |
| ---- | ------- | ------ | -------- | ----- |
| 2010 | 251.397 | 26,6 % | 24/100 1 | 2.    |
| 2011 | 259.930 | 28,4 % | 28/100 2 | 1.    |
| 2014 | 209.887 | 23,0 % | 24/100   | 1.    |
| 2018 | 167.117 | 19,8 % | 23/100   | 1.    |
| 2022 | 43.943  | 4,81 % | 0/100    | 9.    |

| Jahr | Stimmen | Anteil | Mandate | Platz |
| ---- | ------- | ------ | ------- | ----- |
| 2009 | 154.894 | 19,6 % | 1/8 3   | 2.    |
| 2014 | 57.863  | 13,0 % | 1/8     | 3.    |
| 2019 | 82.604  | 17,4 % | 2/8     | 2.    |
| 2024 | 37.096  | 7,13 % | 1/9     | 6.    |